# 氣旋喬萬娜
強烈熱帶氣旋喬萬娜（英語：Intense Tropical Cyclone Giovanna）為影響了馬達加斯加的強烈熱帶氣旋。喬瓦娜是2011－2012年西南印度洋熱帶氣旋季的第九場熱帶低壓、第七場命名風暴和第三場熱帶氣旋。喬瓦娜在馬達加斯加海岸、留尼汪和毛里求斯造成35人死亡，這是自2011年2月氣旋賓吉薩以來首次影響馬達加斯加的強烈熱帶氣旋。

## 氣象歷史
氣旋喬瓦娜從2月7日印度洋上空向西南方向移動的東風波發展而來。熱帶擾動很快在2月9日發展為09R熱帶低氣壓。同一日，聯合颱風警報中心升級了该系統，將其命名為“12S”。風暴增強為中度熱帶風暴並命名為喬瓦娜。2月10日，喬瓦娜繼續增強為強熱帶風暴。同一天晚些時候，由於有利的環境條件，喬瓦娜經歷了快速增強期並成為強烈熱帶氣旋。

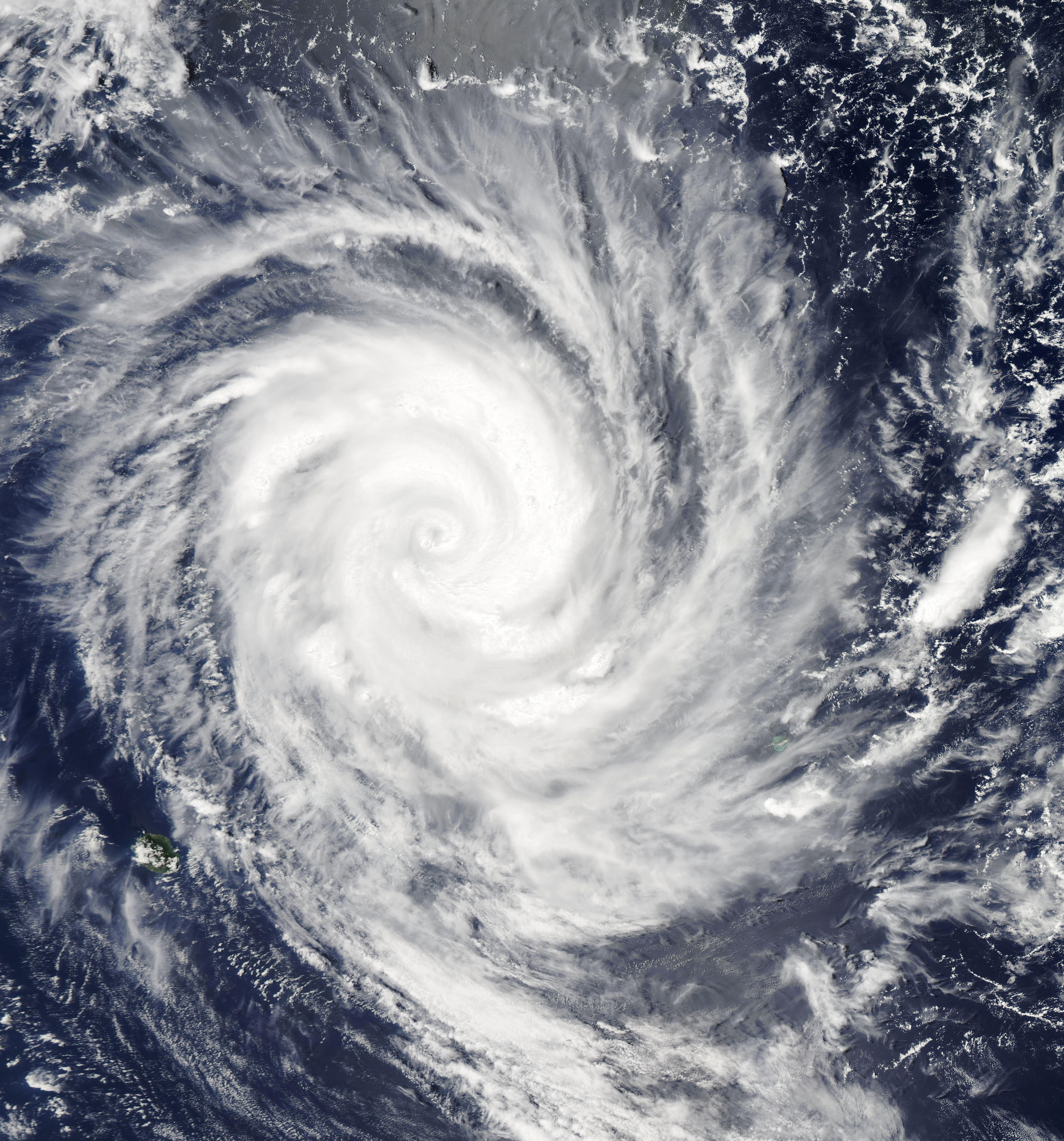
喬萬娜在經歷眼牆置换循环時露出出經典的雙眼牆特徵

不久之後，喬萬娜開始眼牆置换循环并且由於系統周圍的高風切變，2月11日減弱為相當於三級熱帶氣旋。 然而，風暴周圍的風切變快速減弱，喬瓦娜在完成眼牆更換週期時能夠重新加強成強烈的熱帶氣旋，從而形成一個新的、更大的風眼，直徑為50（31英里）。
2月13日大約 2200 UTC（2月14日 0100 东非時間），喬瓦娜在馬達加斯加的安德沃蘭托登陸。喬凡納隨後於2月14日減弱為陸上熱帶低氣壓。2 月 15 日早些時候，喬瓦娜回到了開闊水域，並在接下來的幾天裡向西南漂流。2月18日，喬瓦納轉向東方，風暴被位於南部的強烈的反氣旋引導至馬達加斯加南部海岸附近較溫暖的水域。喬瓦娜再次增強為 2 級熱帶氣旋，並形成了一较小的風眼。然而，風眼很快又經歷了另一場眼壁置換循环，並再次開始減弱。2月20日，喬凡娜進入強垂直風切變區，將系統對流移至環流中心以南，並迅速減弱系統進入熱帶低氣壓。2月22日，持續的強切變導致喬瓦納减弱為殘餘低氣壓次日，由於藤原效应與東部更強的中度熱帶風暴希爾瓦相互作用，風暴的殘餘物進一步向西北移動，2月24日晚，喬瓦娜的殘餘物在馬達加斯加以東消散。

## 防災措施和影響
估計高達8米（26英尺）高的巨浪影響了留尼汪島的海岸，並在一名男子被捲入大海後導致一人死亡。 [ 另一宗死亡事件發生在毛里求斯，一名男子在惡劣天氣下失去對摩托車的控制並撞上電塔。
在馬達加斯加，至少有33人不幸死於喬瓦娜。洪水和強風是主要的破壞力，此外還有席捲許多沿海地區的風暴潮。馬達加斯加全境有數千人受到這場颶風的影響，洪水和強風主要導致 60% 的房屋受損或被毀。據報導，馬達加斯加附近小島上的兩個村莊被“從地圖上被抹去”。報告顯示，這地區75%至90%的建築物被風暴摧毀。

## 参見
- 2011－2012年西南印度洋熱帶氣旋季
- 氣旋巴茲萊 (2022) 具有相似的路徑和強度，並且恰好在十年後發生

## 外部鏈接
- Weather Underground tracking of Giovanna （页面存档备份，存于）

2011－2012年西南印度洋熱帶氣旋季